# Josh Magennis
Josh Magennis (Bangor, 15 de agosto de 1990) es un futbolista norirlandés que juega de delantero en el Exeter City F. C. de la League One.

## Selección nacional
Magennis fue internacional sub-17, sub-19 y sub-21 con la selección de fútbol de Irlanda del Norte, antes de convertirse en internacional absoluto el 26 de mayo de 2010 en un partido amistoso frente a la selección de fútbol de Turquía.
El 8 de octubre de 2015 marcó su primer gol con el combinado norirlandés en la victoria por 3-1 frente a la selección de fútbol de Grecia en un partido de clasificación para la Eurocopa 2016, que además confirmó la clasificación de Irlanda del Norte para la Eurocopa 2016 por primera vez en su historia.

### Participaciones en Eurocopas
| Copa          | Sede    | Resultado        | Partidos | Goles |
| ------------- | ------- | ---------------- | -------- | ----- |
| Eurocopa 2016 | Francia | Octavos de final | 3        | 0     |

## Clubes
| Club                        | País       | Año       |
| --------------------------- | ---------- | --------- |
| Cardiff City F. C.          | Gales      | 2009-2010 |
| Grimsby Town F. C. (cedido) | Inglaterra | 2009      |
| Aberdeen F. C.              | Escocia    | 2010-2014 |
| Saint Mirren F. C. (cedido) | Escocia    | 2014      |
| Kilmarnock F. C.            | Escocia    | 2014-2016 |
| Charlton Athletic F. C.     | Inglaterra | 2016-2018 |
| Bolton Wanderers F. C.      | Inglaterra | 2018-2019 |
| Hull City A. F. C.          | Inglaterra | 2019-2022 |
| Wigan Athletic F. C.        | Inglaterra | 2022-2024 |
| Exeter City F. C.           | Inglaterra | 2024-     |